# 오자키 세리
오자키 세리(일본어: 尾﨑 世梨, 2002년 9월 22일~)는 일본의 펜싱 선수로 주 종목은 사브르이다. 2024년 하계 올림픽에서 여자 사브르 단체전 동메달을 획득했으며 세계 선수권 대회에서 동메달 1개를 획득했다.